# (9737) Dudarova
(9737) Dudarova (1986 SC2) – planetoida z grupy pasa głównego asteroid okrążająca Słońce w ciągu 3,86 lat w średniej odległości 2,46 j.a. Odkryta 29 września 1986 roku.